# Ropove, Kazanka
Ropove (în ucraineană Ропове) este un sat în comuna Skobeleve din raionul Kazanka, regiunea Mîkolaiiv, Ucraina.

## Demografie
Componența lingvistică a localității Ropove
     Ucraineană (70%)
     Rusă (30%)
Conform recensământului din 2001, majoritatea populației localității Ropove era vorbitoare de ucraineană (70%), existând în minoritate și vorbitori de rusă (30%).